# Lyndon B. Johnson Space Center
Lyndon B. Johnson Space Center eller Johnson Space Center er NASAs center for bemandede rumflyvninger. Hovedaktiviteter på centeret er Mission Control og astronaut-træning. Centeret blev opført i 1961 og har haft ansvaret for alle NASA's bemandede rumflyvninger siden 1965.
Centeret er placeret i Clear Lake City, som er en forstad til Houston i Texas.
Navnet på centeret var Manned Spacecraft Center indtil 1973, hvor det blev opkaldt efter præsidenten Lyndon B. Johnson.
De tidlige bemandede rumflyvninger Gemini, Apollo og Skylab blev kontrolleret herfra, og det var hertil Apollo 13 henvendte sig til med ordene "Houston, we've had a problem".
I dag har Johnson Space Center kontrollen med rumfærgeflyvingerne og Den Internationale Rumstation.

## Kontrolcenter (Mission Control)
Kontrollen for NASA's første projekt for bemandede rumflyvninger Mercury lå ved Cape Canaveral. Kontrolcenteret havde nærmest 100% kontrol over de opsendte rumfartøjer, der var kun få backup systemer på fartøjerne piloterne kunne benytte sig af hvis alt andet svigtede. Fjernstyringen var nødvendig dels fordi de første piloter var aber og dels fordi rumfartøjerne endnu ikke var særlig avancerede. Fjernstyringen var også mulig fordi de første bemandede rumflyvninger forgik i et kredsløb tæt på jorden.
Fra Gemini-programmet var Johnson Space Center kontrolcenter ved alle USA's bemandede rumflyvninger. Under Gemini flyvingerne blev fjernstyringen mindre da rumfartøjernes udvikling avanceredes. Da man nåede til Apollo-programmet og skulle den lange vej til månen var det en nødvendighed at fartøjerne primært kunne styres af astronauterne om bord.
Selvom rumfartøjerne blev mindre fjernstyrede var der ikke mindre behov for kontrol, de mere komplekse systemer gav mere kompleks data.
Kontrolcenterets ansvar minder om en lufthavns kontroltårn med flyveledere. Men hvor der kun er få flyvledere per flyvemaskine, er der 20 til 30 til at tage sig af et rumfartøj – samtidigt. Astronauternes helbred bliver overvåget af en læge der også har en plads i kontrolcenteret.
Siden 1965 benyttes kontrolcenteret på Kennedy Space Center, ved Cape Canaveral, kun under opsendelser derefter overgår kontrollen til Johnson Space Center.
Johnson Space Center har ét kontrolcenter for rumfærgerne og ét for Den Internationale Rumstation.

## Galleri
- Johnson Space Center - Gemini Mission Control Center (MCC) i 1963
- Kontrolcenteret arbejder på at løse Apollo 13 krisen
- Mission Control
- Johnson Space Center
- Challenger flyves henover Lyndon B. Johnson Space Center